# BRDM-1
O BRDM-1 (em russo:  Бронированная Разведывательная Дозорная Машина, ou Bronirovannaya Razvedyvatelnaya Dozornaya Mashina), traduzido como "Veículo de combate de patrulha/reconhecimento") é um blindado desenvolvido pela União Soviética na década de 1950. Feito com o propósito de reconhecimento, ficou no serviço ativo de vários países por décadas, mesmo depois da criação do mais avançado BRDM-2 nos anos 60. O BRDM (também chamado BTR-40P) entrou em serviço em 1957 e foi produzido até 1966. Mais de 10 000 destes veículos foram construídos, com cerca de 600 ainda ativos nos dias atuais.

## Variantes

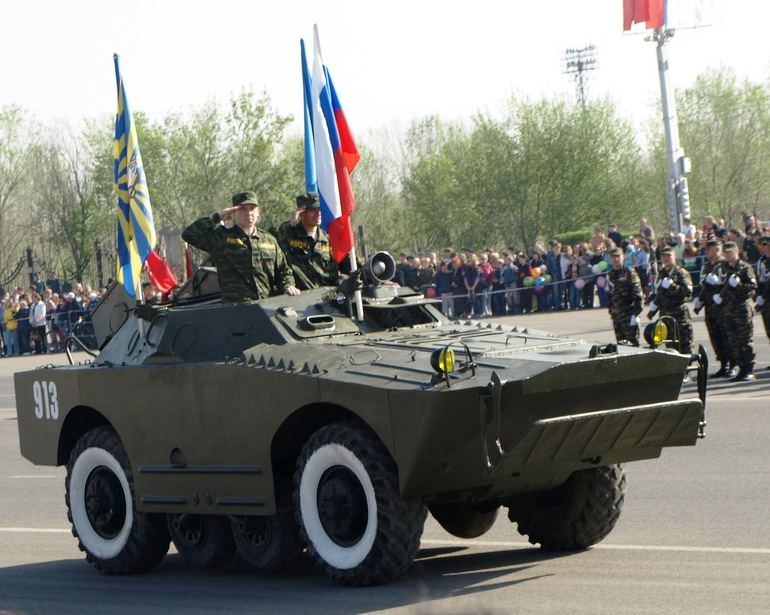
Um BRDM-1 durante uma parada militar na Rússia.

Antiga Alemanha oriental
- SPW-40P
- SPW-40PA
- 9P111

Hungria
- D-442 FÜG

URSS
- BRDM-1 obr. 1957
  - BRDM-1 obr. 1958
    - BRDM-1 obr. 1959
      - BRDM-1 obr. 1960
        - BRDM-2
- BRDM-RKh
- BRDM-1U
  - BRDM-1U
- 2P27
- 2P32
- 9P110

## Operadores
Atuais
- Afeganistão
- Albânia
- Angola
- Benim
- Bielorrússia
- Cabo Verde
- Chade
- Cuba
- Djibuti
- Egito
- Eritreia
- Etiópia
- Guiné
- Guiné Equatorial
- Guiné-Bissau
- Hungria
- Iêmen
- Indonésia
- Líbia
- Madagáscar
- Malawi
- Mali
- Marrocos
- Mauritânia
- Moçambique
- Mongólia
- Nicarágua
- Peru
- República Centro-Africana
- Roménia
- São Tomé e Príncipe
- Seicheles
- Síria
- Somália
- Sudão
- Tanzânia
- Ucrânia
- Uganda
- Vietname
- Zâmbia
- Zimbabwe

Antigos
- Alemanha Oriental
- Bulgária
- Checoslováquia
- Iraque
- Iugoslávia
- Polónia
- Sérvia
- Vietnã do Norte
- União Soviética